# Ga Hoàn Bắc
Hoàn Bắc (tiếng Trung: 環北) là nhà ga trên tuyến Tàu điện ngầm Đào Viên ở Trung Lịch, Đào Viên, Đài Loan. Nó mở cửa dịch vụ thương mại vào ngày 2 tháng 3 năm 2017 và hiện là ga cuối phía Tây của tuyến.

## Tổng quan
Nhà ga nằm dưới lòng đất với 1 ke ga và hai đường ray. Chỉ có tàu thông hành dừng tại nhà ga này. Nhà ga dài 182 mét (597 ft) và rộng 16,4 mét (54 ft). Nó được chạy thử nghiệm vào ngày 2 tháng 2 năm 2017, và thương mại hóa vào ngày 2 tháng 3 năm 2017. Nó được lên kế hoạch làm ga chuyển đổi của Tàu điện ngầm Đào Viên tuyến Cam (O09).